# Lista över tunnelbanestationer i Stockholm
Stockholms tunnelbana har 100 aktiva stationer fördelat på de tre banorna Gröna linjen, Röda linjen och Blå linjen. T-Centralen är navet i detta linjenät och trafikeras av alla tre banorna. 
I tunnelbanan finns avståndsskyltar uppsatta längs spåren. På dessa finns avståndet angett från respektive linjes nollpunkt. För Gröna och Röda linjen räknas avstånden från station Slussen. För Blå linjen används Kungsträdgården som nollpunkt. I denna lista anges dock avståndet i kilometer från den gemensamma stationen T-Centralen. 
| Namn                                        | Linje | Invigningsår  | Avstånd (km) | Passagerare (personer/vardag) | Kommun                       | Stationstyp                                                    | Position                                        |
| ------------------------------------------- | ----- | ------------- | ------------ | ----------------------------- | ---------------------------- | -------------------------------------------------------------- | ----------------------------------------------- |
| Abrahamsberg                                | Grön  | 1952          | 8,1          | 3200                          | Stockholms kommun            | Ytstation                                                      | 59°20′12″N 17°57′11″Ö / 59.336680°N 17.952950°Ö |
| Akalla                                      | Blå   | 1977          | 14,5         | 5700                          | Stockholms kommun            | Bergstation                                                    | 59°24′53″N 17°54′46″Ö / 59.414814°N 17.912796°Ö |
| Alby                                        | Röd   | 1975          | 20,5         | 5900                          | Botkyrka kommun              | Bergstation                                                    | 59°14′22″N 17°50′43″Ö / 59.239498°N 17.845332°Ö |
| Alvik                                       | Grön  | 1952          | 6,5          | 14700                         | Stockholms kommun            | Ytstation                                                      | 59°20′01″N 17°58′49″Ö / 59.333633°N 17.980269°Ö |
| Aspudden                                    | Röd   | 1964          | 6,2          | 4000                          | Stockholms kommun            | Bergstation                                                    | 59°18′23″N 18°00′05″Ö / 59.306449°N 18.001447°Ö |
| Axelsberg                                   | Röd   | 1965          | 7,9          | 2200                          | Stockholms kommun            | Ytstation                                                      | 59°18′16″N 17°58′30″Ö / 59.304364°N 17.974920°Ö |
| Bagarmossen                                 | Grön  | 1958          | 8,5          | 4400                          | Stockholms kommun            | Bergstation från 1994, den tidigare ytstationen nedlagd        | 59°16′35″N 18°07′53″Ö / 59.276263°N 18.131467°Ö |
| Bandhagen                                   | Grön  | 1954          | 8,0          | 3000                          | Stockholms kommun            | Ytstation                                                      | 59°16′13″N 18°02′58″Ö / 59.270403°N 18.049486°Ö |
| Bergshamra                                  | Röd   | 1978          | 7,3          | 4200                          | Solna kommun                 | Bergstation                                                    | 59°22′53″N 18°02′11″Ö / 59.381509°N 18.036514°Ö |
| Björkhagen                                  | Grön  | 1958          | 6,3          | 2600                          | Stockholms kommun            | Ytstation                                                      | 59°17′28″N 18°06′56″Ö / 59.291114°N 18.115520°Ö |
| Blackeberg                                  | Grön  | 1952          | 12,6         | 3800                          | Stockholms kommun            | Ytstation med ena änden i berg                                 | 59°20′54″N 17°52′58″Ö / 59.348357°N 17.882799°Ö |
| Blåsut                                      | Grön  | 1950          | 5,1          | 3100                          | Stockholms kommun            | Ytstation                                                      | 59°17′25″N 18°05′28″Ö / 59.290242°N 18.091061°Ö |
| Bredäng                                     | Röd   | 1965          | 10,5         | 5600                          | Stockholms kommun            | Ytstation                                                      | 59°17′41″N 17°56′02″Ö / 59.294835°N 17.933812°Ö |
| Brommaplan                                  | Grön  | 1952          | 9,0          | 9500                          | Stockholms kommun            | Ytstation                                                      | 59°20′18″N 17°56′21″Ö / 59.338388°N 17.939260°Ö |
| Danderyds sjukhus                           | Röd   | 1978          | 8,6          | 10500                         | Danderyds kommun             | Betongstation                                                  | 59°23′31″N 18°02′29″Ö / 59.391901°N 18.041368°Ö |
| Duvbo                                       | Blå   | 1985          | 8,2          | 2000                          | Sundbybergs kommun           | Bergstation                                                    | 59°22′04″N 17°57′53″Ö / 59.367891°N 17.964618°Ö |
| Enskede gård                                | Grön  | 1951          | 5,3          | 1000                          | Stockholms kommun            | Ytstation                                                      | 59°17′22″N 18°04′13″Ö / 59.289397°N 18.070296°Ö |
| Farsta                                      | Grön  | 1958          | 10,9         | 8100                          | Stockholms kommun            | Ytstation                                                      | 59°14′37″N 18°05′36″Ö / 59.243552°N 18.093281°Ö |
| Farsta strand                               | Grön  | 1971          | 11,9         | 3600                          | Stockholms kommun            | Betongstation från 1993, den tidigare ytstationen överdäckades | 59°14′06″N 18°06′06″Ö / 59.235012°N 18.101740°Ö |
| Fittja                                      | Röd   | 1972          | 19,0         | 5100                          | Botkyrka kommun              | Ytstation                                                      | 59°14′51″N 17°51′39″Ö / 59.247462°N 17.860964°Ö |
| Fridhemsplan                                | Blå   | 1975          | 2,0          | 40200                         | Stockholms kommun            | Bergstation                                                    | 59°19′56″N 18°01′45″Ö / 59.332203°N 18.029188°Ö |
| Fridhemsplan                                | Grön  | 1952          | 3,6          | 40200                         | Stockholms kommun            | Bergstation                                                    | 59°19′56″N 18°01′45″Ö / 59.332203°N 18.029188°Ö |
| Fruängen                                    | Röd   | 1964          | 9,6          | 6700                          | Stockholms kommun            | Ytstation                                                      | 59°17′09″N 17°57′54″Ö / 59.285927°N 17.965005°Ö |
| Gamla stan                                  | Grön  | 1957          | 1,1          | 19800                         | Stockholms kommun            | Betongstation med ena änden i ytläge                           | 59°19′23″N 18°04′03″Ö / 59.323160°N 18.067617°Ö |
| Gamla stan                                  | Röd   | 1964          | 1,1          | 19800                         | Stockholms kommun            | Ytstation                                                      | 59°19′23″N 18°04′03″Ö / 59.323160°N 18.067617°Ö |
| Globen (tidigare Isstadion och Slakthuset)  | Grön  | 1951          | 4,5          | 5000                          | Stockholms kommun            | Ytstation                                                      | 59°17′39″N 18°04′41″Ö / 59.294278°N 18.077972°Ö |
| Gubbängen                                   | Grön  | 1950          | 8,2          | 3500                          | Stockholms kommun            | Ytstation                                                      | 59°15′46″N 18°04′55″Ö / 59.262879°N 18.082036°Ö |
| Gullmarsplan (tidigare Johanneshov)         | Grön  | 1950          | 3,8          | 29200                         | Stockholms kommun            | Ytstation, delvis överbyggd av betong                          | 59°17′57″N 18°04′51″Ö / 59.299114°N 18.080768°Ö |
| Gärdet                                      | Röd   | 1967          | 2,9          | 7800                          | Stockholms kommun            | Bergstation                                                    | 59°20′50″N 18°05′56″Ö / 59.347206°N 18.098791°Ö |
| Hagsätra                                    | Grön  | 1960          | 11,5         | 3400                          | Stockholms kommun            | Ytstation                                                      | 59°15′46″N 18°00′45″Ö / 59.262726°N 18.012486°Ö |
| Hallonbergen                                | Blå   | 1975          | 8,0          | 5800                          | Sundbybergs kommun           | Bergstation                                                    | 59°22′32″N 17°58′09″Ö / 59.375450°N 17.969212°Ö |
| Hallunda                                    | Röd   | 1975          | 21,6         | 3300                          | Botkyrka kommun              | Ytstation                                                      | 59°14′36″N 17°49′32″Ö / 59.243273°N 17.825609°Ö |
| Hammarbyhöjden                              | Grön  | 1958          | 5,3          | 3200                          | Stockholms kommun            | Ytstation                                                      | 59°17′41″N 18°06′16″Ö / 59.294763°N 18.104554°Ö |
| Hjulsta                                     | Blå   | 1975          | 13,8         | 1700                          | Stockholms kommun            | Bergstation                                                    | 59°23′46″N 17°53′16″Ö / 59.396171°N 17.887716°Ö |
| Hornstull                                   | Röd   | 1964          | 3,9          | 13100                         | Stockholms kommun            | Bergstation                                                    | 59°18′57″N 18°02′02″Ö / 59.315834°N 18.034024°Ö |
| Husby                                       | Blå   | 1977          | 13,6         | 4500                          | Stockholms kommun            | Bergstation                                                    | 59°24′37″N 17°55′32″Ö / 59.410257°N 17.925641°Ö |
| Huvudsta                                    | Blå   | 1985          | 5,2          | 3000                          | Solna kommun                 | Bergstation                                                    | 59°20′58″N 17°59′09″Ö / 59.349544°N 17.985698°Ö |
| Hägerstensåsen                              | Röd   | 1964          | 8,2          | 4700                          | Stockholms kommun            | Ytstation                                                      | 59°17′44″N 17°58′45″Ö / 59.295572°N 17.979154°Ö |
| Hässelby gård                               | Grön  | 1956          | 16,2         | 4600                          | Stockholms kommun            | Ytstation                                                      | 59°22′01″N 17°50′38″Ö / 59.366902°N 17.843767°Ö |
| Hässelby strand                             | Grön  | 1958          | 17,1         | 3500                          | Stockholms kommun            | Ytstation                                                      | 59°21′41″N 17°49′56″Ö / 59.361283°N 17.832351°Ö |
| Högdalen                                    | Grön  | 1954          | 8,8          | 6600                          | Stockholms kommun            | Ytstation                                                      | 59°15′50″N 18°02′35″Ö / 59.263795°N 18.043004°Ö |
| Hökarängen                                  | Grön  | 1950          | 9,2          | 5300                          | Stockholms kommun            | Ytstation                                                      | 59°15′29″N 18°04′57″Ö / 59.257925°N 18.082494°Ö |
| Hötorget (tidigare Kungsgatan)              | Grön  | 1952          | 0,5          | 21600                         | Stockholms kommun            | Betongstation                                                  | 59°20′08″N 18°03′49″Ö / 59.335529°N 18.063536°Ö |
| Islandstorget                               | Grön  | 1952          | 11,8         | 2300                          | Stockholms kommun            | Ytstation                                                      | 59°20′45″N 17°53′38″Ö / 59.345858°N 17.894017°Ö |
| Johannelund                                 | Grön  | 1956          | 15,5         | 700                           | Stockholms kommun            | Ytstation                                                      | 59°22′05″N 17°51′27″Ö / 59.367944°N 17.857467°Ö |
| Karlaplan                                   | Röd   | 1967          | 2,1          | 10300                         | Stockholms kommun            | Bergstation                                                    | 59°20′20″N 18°05′27″Ö / 59.338810°N 18.090863°Ö |
| Kista                                       | Blå   | 1977          | 12,4         | 12000                         | Stockholms kommun            | Ytstation                                                      | 59°24′10″N 17°56′33″Ö / 59.402868°N 17.942433°Ö |
| Kristineberg                                | Grön  | 1952          | 5,2          | 4800                          | Stockholms kommun            | Ytstation                                                      | 59°19′58″N 18°00′11″Ö / 59.332815°N 18.003182°Ö |
| Kungsträdgården                             | Blå   | 1977          | 0,5          | 6600                          | Stockholms kommun            | Bergstation                                                    | 59°19′51″N 18°04′24″Ö / 59.330783°N 18.073298°Ö |
| Kymlinge                                    | Blå   | Aldrig öppnad | -            | -                             | Sundbybergs kommun           | Betongstation med ena änden i ytläge                           | 59°23′42″N 17°57′54″Ö / 59.395°N 17.965°Ö       |
| Kärrtorp                                    | Grön  | 1958          | 7,0          | 3200                          | Stockholms kommun            | Ytstation                                                      | 59°17′04″N 18°06′52″Ö / 59.284507°N 18.114478°Ö |
| Liljeholmen                                 | Röd   | 1964          | 4,9          | 23900                         | Stockholms kommun            | Betongstation från 2002, den tidigare ytstationen överdäckades | 59°18′39″N 18°01′23″Ö / 59.310710°N 18.023129°Ö |
| Mariatorget                                 | Röd   | 1964          | 2,5          | 13200                         | Stockholms kommun            | Bergstation                                                    | 59°19′01″N 18°03′48″Ö / 59.316958°N 18.063311°Ö |
| Masmo                                       | Röd   | 1972          | 17,6         | 1800                          | Huddinge kommun              | Bergstation                                                    | 59°14′59″N 17°52′49″Ö / 59.249682°N 17.880336°Ö |
| Medborgarplatsen (tidigare Södra Bantorget) | Grön  | 1950          | 2,1          | 17500                         | Stockholms kommun            | Betongstation                                                  | 59°18′52″N 18°04′25″Ö / 59.314342°N 18.073550°Ö |
| Midsommarkransen                            | Röd   | 1964          | 6,1          | 4400                          | Stockholms kommun            | Bergstation                                                    | 59°18′07″N 18°00′43″Ö / 59.301856°N 18.012037°Ö |
| Mälarhöjden                                 | Röd   | 1965          | 9,0          | 1900                          | Stockholms kommun            | Bergstation                                                    | 59°18′03″N 17°57′26″Ö / 59.300921°N 17.957283°Ö |
| Mörby centrum                               | Röd   | 1978          | 9,6          | 5400                          | Danderyds kommun             | Bergstation                                                    | 59°23′55″N 18°02′10″Ö / 59.398706°N 18.036218°Ö |
| Norsborg                                    | Röd   | 1975          | 22,3         | 2200                          | Botkyrka kommun              | Ytstation                                                      | 59°14′38″N 17°48′52″Ö / 59.243794°N 17.814526°Ö |
| Näckrosen                                   | Blå   | 1975          | 7,0          | 3800                          | Solna och Sundbybergs kommun | Bergstation                                                    | 59°22′00″N 17°59′00″Ö / 59.366740°N 17.983280°Ö |
| Odenplan                                    | Grön  | 1952          | 1,9          | 32500                         | Stockholms kommun            | Betongstation                                                  | 59°20′35″N 18°02′59″Ö / 59.342954°N 18.049701°Ö |
| Rinkeby                                     | Blå   | 1975          | 11,4         | 5800                          | Stockholms kommun            | Bergstation                                                    | 59°23′17″N 17°55′44″Ö / 59.388161°N 17.928778°Ö |
| Rissne                                      | Blå   | 1985          | 9,5          | 5100                          | Sundbybergs kommun           | Bergstation                                                    | 59°22′33″N 17°56′24″Ö / 59.375837°N 17.939961°Ö |
| Ropsten                                     | Röd   | 1967          | 4,3          | 13600                         | Stockholms kommun            | Ytstation med ena änden i berg                                 | 59°21′26″N 18°06′08″Ö / 59.357301°N 18.102216°Ö |
| Råcksta                                     | Grön  | 1952          | 13,5         | 4100                          | Stockholms kommun            | Ytstation                                                      | 59°21′17″N 17°52′55″Ö / 59.354802°N 17.881819°Ö |
| Rådhuset                                    | Blå   | 1975          | 1,2          | 9600                          | Stockholms kommun            | Bergstation                                                    | 59°19′49″N 18°02′31″Ö / 59.330298°N 18.042070°Ö |
| Rådmansgatan                                | Grön  | 1952          | 1,3          | 15100                         | Stockholms kommun            | Betongstation                                                  | 59°20′26″N 18°03′32″Ö / 59.340572°N 18.058771°Ö |
| Rågsved                                     | Grön  | 1959          | 10,0         | 4500                          | Stockholms kommun            | Ytstation                                                      | 59°15′24″N 18°01′41″Ö / 59.256577°N 18.028136°Ö |
| Sandsborg                                   | Grön  | 1950          | 5,7          | 2700                          | Stockholms kommun            | Ytstation                                                      | 59°17′05″N 18°05′33″Ö / 59.284785°N 18.092382°Ö |
| S:t Eriksplan                               | Grön  | 1952          | 2,6          | 14300                         | Stockholms kommun            | Betongstation                                                  | 59°20′23″N 18°02′13″Ö / 59.339655°N 18.036991°Ö |
| Skanstull (tidigare Ringvägen)              | Grön  | 1950          | 2,7          | 20100                         | Stockholms kommun            | Betongstation                                                  | 59°18′28″N 18°04′34″Ö / 59.307852°N 18.076229°Ö |
| Skarpnäck                                   | Grön  | 1994          | 9,6          | 3500                          | Stockholms kommun            | Bergstation                                                    | 59°16′01″N 18°08′00″Ö / 59.266816°N 18.133346°Ö |
| Skogskyrkogården (tidigare Kyrkogården)     | Grön  | 1950          | 6,5          | 1500                          | Stockholms kommun            | Ytstation                                                      | 59°16′45″N 18°05′44″Ö / 59.279194°N 18.095501°Ö |
| Skärholmen                                  | Röd   | 1967          | 13,2         | 10100                         | Stockholms kommun            | Betongstation                                                  | 59°16′38″N 17°54′25″Ö / 59.277144°N 17.907007°Ö |
| Skärmarbrink (tidigare Hammarby)            | Grön  | 1950          | 4,5          | 2700                          | Stockholms kommun            | Ytstation                                                      | 59°17′43″N 18°05′26″Ö / 59.295366°N 18.090440°Ö |
| Slussen                                     | Grön  | 1950          | 1,5          | 67000                         | Stockholms kommun            | Betongstation                                                  | 59°19′10″N 18°04′20″Ö / 59.319493°N 18.072327°Ö |
| Slussen                                     | Röd   | 1964          | 1,5          | 67000                         | Stockholms kommun            | Betongstation                                                  | 59°19′10″N 18°04′20″Ö / 59.319493°N 18.072327°Ö |
| Sockenplan                                  | Grön  | 1951          | 6,1          | 1700                          | Stockholms kommun            | Ytstation                                                      | 59°17′00″N 18°04′14″Ö / 59.283302°N 18.070592°Ö |
| Solna centrum                               | Blå   | 1975          | 5,7          | 9300                          | Solna kommun                 | Bergstation                                                    | 59°21′32″N 17°59′56″Ö / 59.358856°N 17.998975°Ö |
| Solna strand (tidigare Vreten)              | Blå   | 1985          | 6,2          | 2300                          | Solna kommun                 | Bergstation                                                    | 59°21′15″N 17°58′26″Ö / 59.354191°N 17.973985°Ö |
| Stadion                                     | Röd   | 1973          | 1,9          | 7000                          | Stockholms kommun            | Bergstation                                                    | 59°20′35″N 18°04′54″Ö / 59.342963°N 18.081703°Ö |
| Stadshagen                                  | Blå   | 1975          | 2,8          | 6400                          | Stockholms kommun            | Bergstation                                                    | 59°20′13″N 18°01′02″Ö / 59.336959°N 18.017322°Ö |
| Stora mossen                                | Grön  | 1952          | 7,5          | 2000                          | Stockholms kommun            | Ytstation                                                      | 59°20′04″N 17°57′58″Ö / 59.334532°N 17.966192°Ö |
| Stureby                                     | Grön  | 1951          | 7,3          | 1800                          | Stockholms kommun            | Ytstation                                                      | 59°16′29″N 18°03′20″Ö / 59.274600°N 18.055625°Ö |
| Sundbybergs centrum                         | Blå   | 1985          | 7,2          | 8200                          | Sundbybergs kommun           | Bergstation                                                    | 59°21′39″N 17°58′20″Ö / 59.360897°N 17.972214°Ö |
| Svedmyra                                    | Grön  | 1951          | 6,7          | 2400                          | Stockholms kommun            | Ytstation                                                      | 59°16′40″N 18°04′02″Ö / 59.277639°N 18.067230°Ö |
| Sätra                                       | Röd   | 1965          | 11,8         | 4100                          | Stockholms kommun            | Ytstation                                                      | 59°17′06″N 17°55′17″Ö / 59.284983°N 17.921371°Ö |
| Tallkrogen                                  | Grön  | 1950          | 7,5          | 1700                          | Stockholms kommun            | Ytstation                                                      | 59°16′16″N 18°05′07″Ö / 59.271140°N 18.085326°Ö |
| T-Centralen                                 | Blå   | 1975          | 0,0          | 134100                        | Stockholms kommun            | Bergstation                                                    | 59°19′51″N 18°03′33″Ö / 59.330945°N 18.059266°Ö |
| T-Centralen (tidigare Centralen)            | Grön  | 1957          | 0,0          | 134100                        | Stockholms kommun            | Betongstation                                                  | 59°19′51″N 18°03′33″Ö / 59.330945°N 18.059266°Ö |
| T-Centralen                                 | Röd   | 1964          | 0,0          | 134100                        | Stockholms kommun            | Betongstation                                                  | 59°19′51″N 18°03′33″Ö / 59.330945°N 18.059266°Ö |
| Tekniska högskolan                          | Röd   | 1973          | 3,0          | 17200                         | Stockholms kommun            | Bergstation                                                    | 59°20′45″N 18°04′18″Ö / 59.345822°N 18.071716°Ö |
| Telefonplan                                 | Röd   | 1964          | 6,9          | 8000                          | Stockholms kommun            | Ytstation                                                      | 59°17′54″N 17°59′50″Ö / 59.298323°N 17.997231°Ö |
| Tensta                                      | Blå   | 1975          | 12,9         | 5100                          | Stockholms kommun            | Bergstation                                                    | 59°23′40″N 17°54′04″Ö / 59.394481°N 17.901164°Ö |
| Thorildsplan                                | Grön  | 1952          | 4,6          | 6800                          | Stockholms kommun            | Ytstation                                                      | 59°19′53″N 18°00′53″Ö / 59.331389°N 18.014722°Ö |
| Universitetet                               | Röd   | 1975          | 5,3          | 7200                          | Stockholms kommun            | Bergstation                                                    | 59°21′56″N 18°03′18″Ö / 59.365571°N 18.054888°Ö |
| Vårberg                                     | Röd   | 1967          | 14,1         | 6200                          | Stockholms kommun            | Ytstation                                                      | 59°16′33″N 17°53′25″Ö / 59.275931°N 17.890161°Ö |
| Vårby gård                                  | Röd   | 1972          | 15,7         | 3100                          | Huddinge kommun              | Ytstation                                                      | 59°15′53″N 17°53′04″Ö / 59.264613°N 17.884399°Ö |
| Vällingby                                   | Grön  | 1952          | 14,5         | 9500                          | Stockholms kommun            | Ytstation                                                      | 59°21′48″N 17°52′19″Ö / 59.363252°N 17.872066°Ö |
| Västertorp                                  | Röd   | 1964          | 8,9          | 3200                          | Stockholms kommun            | Ytstation                                                      | 59°17′29″N 17°58′00″Ö / 59.291383°N 17.966668°Ö |
| Västra skogen                               | Blå   | 1975          | 4,3          | 6000                          | Solna kommun                 | Bergstation                                                    | 59°20′51″N 18°00′14″Ö / 59.347476°N 18.003991°Ö |
| Zinkensdamm                                 | Röd   | 1964          | 3,2          | 5500                          | Stockholms kommun            | Bergstation                                                    | 59°19′04″N 18°03′01″Ö / 59.317776°N 18.050151°Ö |
| Åkeshov                                     | Grön  | 1952          | 10,0         | 1800                          | Stockholms kommun            | Ytstation                                                      | 59°20′31″N 17°55′30″Ö / 59.342038°N 17.924904°Ö |
| Ängbyplan (tidigare Färjestadsvägen)        | Grön  | 1952          | 10,9         | 2300                          | Stockholms kommun            | Ytstation                                                      | 59°20′31″N 17°54′25″Ö / 59.341885°N 17.907052°Ö |
| Örnsberg                                    | Röd   | 1964          | 7,1          | 3400                          | Stockholms kommun            | Ytstation                                                      | 59°18′20″N 17°59′21″Ö / 59.305532°N 17.989204°Ö |
| Östermalmstorg                              | Röd   | 1965          | 1,1          | 22900                         | Stockholms kommun            | Bergstation                                                    | 59°20′06″N 18°04′27″Ö / 59.334972°N 18.074080°Ö |